# Барабанов, Никита Сергеевич
Ники́та Серге́евич Бараба́нов (укр. Микита Сергійович Барабанов; род. 26 мая 2001) — украинский легкоатлет, специалист по бегу на короткие дистанции. Выступает за сборную Украины по лёгкой атлетике с 2019 года, победитель и призёр первенств национального значения, действующий рекордсмен страны в смешанной эстафете 4 × 400 метров, участник летних Олимпийских игр в Токио. Мастер спорта Украины.

## Биография
Никита Барабанов родился 26 мая 2001 года. Занимается лёгкой атлетикой в Запорожской области под руководством тренеров Константина и Елены Рурак. Представляет Запорожскую школу высшего спортивного мастерства и спортивное общество «Украина». Студент факультета физического воспитания Запорожского национального университета.
Впервые заявил о себе на международном уровне в сезоне 2019 года, когда вошёл в состав украинской национальной сборной и выступил на юниорском европейском первенстве в Буросе, где бежал индивидуальные 400 метров и эстафету 4 × 400 метра — во втором случае дошёл до финала, став в итоге шестым. Также в этом сезоне отметился выступлением на чемпионате мира среди людей с ограниченными возможностями в Дубае — вёл слабовидящую бегунью Оксану Ботурчук по дистанциям 200 и 400 метров, в категории T12 помог ей выиграть бронзовую и серебряную медали соответственно.
В 2020 году в беге на 400 метров одержал победу на юниорском украинском первенстве.
В 2021 году стал серебряным призёром взрослого чемпионата Украины в дисциплине 400 метров, уступив на финише только Александру Погорилко. Выступил на чемпионате Европы в помещении в Торуне и на молодёжном европейском первенстве в Таллине. На соревнованиях International Relay Cup в турецком Эрзуруме вместе со своими соотечественниками установил ныне действующий национальный рекорд Украины в смешанной эстафете 4 × 400 метров — 3:14,06. Благодаря череде удачных выступлений удостоился права защищать честь страны на летних Олимпийских играх в Токио — в программе смешанной эстафеты 4 × 400 метров совместно с Александром Погорилко, Екатериной Климюк и Алиной Логвиненко на предварительном квалификационном этапе показал результат 3:14,21, чего оказалось недостаточно для выхода в финал.

## Награды
- Орден «За заслуги» III степени (18 сентября 2024 года) — за достижение высоких спортивных результатов на ХVІІ летних Паралимпийских играх в городе Париже (Французская Республика), проявленную самоотверженность и волю к победе, утверждение международного авторитета Украины[4].